# Мілнгеві
Мілнгеві (англ. Milngavie, шотл. гел. Muileann Dhaibhidh) — місто в центрі Шотландії, в області Східний Данбартоншир.
Населення міста становить 12 780 осіб (2006).

## Уродженці
- Грег Догерті (* 1996) — шотландський футболіст.